# Cezary Siess
Cezary Tadeusz Siess (ur. 15 marca 1968 w Gdańsku) – polski szermierz, brązowy medalista olimpijski i srebrny medalista mistrzostw świata.

## Kariera sportowa
Występował w barwach AZS-AWFiS Gdańsk. Walczył w dwóch broniach: szpadzie i florecie. W pierwszej startował na igrzyskach olimpijskich w Seulu (w obu turniejach), większe sukcesy odnosił jednak we florecie. W 1990 wywalczył indywidualny tytuł mistrza Polski, a w 1992 przyczynił się do zdobycia brązowego medalu olimpijskiego przez drużynę na igrzyskach w Barcelonie. W jej skład wchodzili również Piotr Kiełpikowski, Adam Krzesiński, Ryszard Sobczak i Marian Sypniewski. W 1990 zdobył srebrny medal w turnieju drużynowym podczas mistrzostw świata w Lyonie.
Jego syn, Michał, także jest szermierzem. 26 czerwca 2023 na igrzyskach europejskich w Krakowie zdobył złoty medal. 